# Aenigmatistes priscus
Aenigmatistes priscus är en tvåvingeart som beskrevs av Rudolf Beyer 1959. Aenigmatistes priscus ingår i släktet Aenigmatistes och familjen puckelflugor. Inga underarter finns listade i Catalogue of Life.